# Tactel
Tactel is een synthetische microvezel op basis van polyamiden. Tactel wordt in zuivere vorm voornamelijk in ondergoed en sportkleding verwerkt. Voor overkleding wordt vaak een geweven combinatie van katoen met Tactel gebruikt. Tactel is in 1983 commercieel geïntroduceerd door het Britse ICI. In 1993 neemt DuPont de vezeldivisie over van ICI. Sinds 2003 is Tactel een merknaam van Invista. De productie van Tactel vindt hoofdzakelijk plaats in het Engelse Gloucester.